# اوندری دودا
اوندری دودا (اسلواکی: Ondrej Duda؛ زادهٔ ۵ دسامبر ۱۹۹۴) بازیکن فوتبال اهل اسلواکی است که در حال حاضر برای نوریچ سیتی در لیگ برتر فوتبال انگلستان بازی می‌کند.
وی همچنین در تیم ملی فوتبال اسلواکی بازی می‌کند.

## گلهای ملی
| No. | تاریخ         | ورزشگاه                             | جام | حریف | امتیاز | نتیجه | رقابت        |
| --- | ------------- | ----------------------------------- | --- | ---- | ------ | ----- | ------------ |
| ۱   | ۳۱ مارس ۲۰۱۵  | Štadión pod Dubňom، ژیلینا، اسلواکی | ۲   | چک   | ۱–۰    | ۱–۰   | بازی دوستانه |
| ۲   | ۲۲ خرداد ۱۳۹۵ | نیو بردو، بوردو، فرانسه             | ۱۲  | ولز  | ۱–۱    | ۱–۲   | ۲۰۱۶         |